# Mistrzostwa Europy w Łucznictwie 1982
8. Mistrzostwa Europy w łucznictwie odbyły się w dniach 28 - 29 czerwca 1982 w Kecskemét na Węgrzech. 

## Medaliści

### Strzelanie z łuku klasycznego
| Konkurencja:           | Złoto:                                                               | Srebro:                                                                   | Brąz:                                                           |
| indywidualnie kobiet   | Natalja Butuzowa                                                     | Päivi Meriluoto                                                           | Ludmiła Arżannikowa                                             |
| indywidualnie mężczyzn | Władimir Jeszejew                                                    | Willi van den Bossche                                                     | Tomi Poikolainen                                                |
| drużynowo kobiet       | ZSRR · Natalja Butuzowa · Ludmiła Arżannikowa · Burszak              | Wielka Brytania · Eileen Robinson · Charlotte Calladine · Pauline Edwards | Finlandia · Päivi Meriluoto · Ulla Rantala · Eila Pummi         |
| drużynowo mężczyzn     | Belgia · Willi van den Bossche · Patrick De Koning · Marnix Vervinck | ZSRR · Władimir Jeszejew · Stanisław Zabrodzki · Boris Isaczenko          | Finlandia · Tomi Poikolainen · Kyösti Laasonen · Kauko Laasonen |

## Klasyfikacja medalowa
| Lp. | Państwo         | Złoto | Srebro | Brąz | Razem |
| 1.  | ZSRR            | 3     | 1      | 1    | 5     |
| 2.  | Belgia          | 1     | 1      | 0    | 2     |
| 3.  | Finlandia       | 0     | 1      | 3    | 4     |
| 4.  | Wielka Brytania | 0     | 1      | 0    | 1     |